# Андрупене

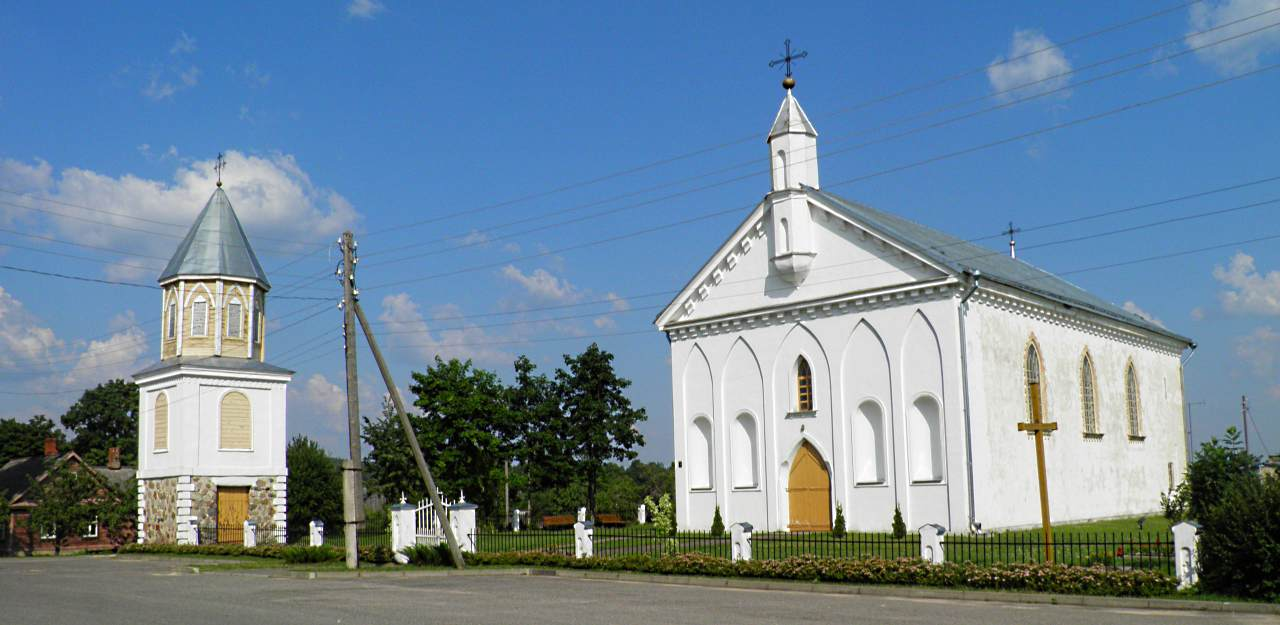
Католическая церковь

А́ндрупене (латыш. Andrupene) — населённый пункт в Дагдском крае Латвии. Административный центр Андрупенской волости. Находится у автодороги P57 (Малта — Слобода). Расстояние до города Краслава составляет около 51 км. По данным на 2015 год, в населённом пункте проживало 334 человека. Есть волостная администрация, начальная школа, детский сад, дом культуры, фельдшерский и акушерский пункт, аптека, почтовое отделение, музей, католическая церковь.

## История
В советское время населённый пункт был центром Андрупенского сельсовета Краславского района. В селе располагалась центральная усадьба совхоза «Андрупене».